# Striatoguraleus vellicatus
Striatoguraleus vellicatus é uma espécie de gastrópode do gênero Striatoguraleus, pertencente a família Horaiclavidae.